# Adeonella similis
Adeonella similis är en mossdjursart som beskrevs av Hayward 1988. Adeonella similis ingår i släktet Adeonella och familjen Adeonellidae. Inga underarter finns listade i Catalogue of Life.